# Bett1 Open 2022 - Qualificazioni singolare
Le qualificazioni del singolare del Bett1 Open 2022 sono state un torneo di tennis preliminare per accedere alla fase finale della manifestazione. Le vincitrici dell'ultimo turno sono entrate di diritto nel tabellone principale. In caso di ritiro di una o più giocatrici aventi diritto, a queste sono subentrate le Lucky loser, ossia le giocatrici che hanno perso nell'ultimo turno ma che avevano una classifica più alta rispetto alle altre partecipanti che avevano comunque perso nel turno finale.

## Teste di serie
1. Wang Xinyu (qualificata)
2. Daria Saville (qualificata)
3. Tamara Korpatsch (qualificata)
4. Kamilla Rachimova (ultimo turno)
5. Léolia Jeanjean (qualificata)
6. Anastasija Gasanova (qualificata)

1. Asia Muhammad (primo turno)
2. Nastasja Schunk (primo turno)
3. Alycia Parks (qualificata)
4. Suzan Lamens (primo turno)
5. Nigina Abduraimova (ultimo turno)
6. Stefanie Vögele (ultimo turno)

### Qualificate
1. Wang Xinyu
2. Daria Saville
3. Tamara Korpatsch

1. Alycia Parks
2. Léolia Jeanjean
3. Anastasija Gasanova

## Tabellone

### Legenda
| - Q = Qualificato - WC = Wild card - LL = Lucky loser | - ALT = Alternate - SE = Special Exempt - PR = Protected Ranking | - w/o = Walkover - r = Ritirato - d = Squalificato |

### Sezione 1
|  | Primo turno | Primo turno         | Primo turno         | Primo turno | Primo turno |  |  | Ultimo turno | Ultimo turno       | Ultimo turno | Ultimo turno | Ultimo turno |  |
|  |             |                     |                     |             |             |  |  |              |                    |              |              |              |  |
|  | 1           | Wang Xinyu          | Wang Xinyu          | 6           | 6           |  |  |              |                    |              |              |              |  |
|  | Alt         | Ekaterina Kazionova | Ekaterina Kazionova | 4           | 1           |  |  | 1            | Wang Xinyu         | 4            | 6            | 6            |  |
|  | WC          | Anna-Lena Friedsam  | 6                   | 3           | 6           |  |  | WC           | Anna-Lena Friedsam | 6            | 3            | 3            |  |
|  | 10          | Suzan Lamens        | 3                   | 6           | 4           |  |  |              |                    |              |              |              |  |

### Sezione 2
|  | Primo turno | Primo turno      | Primo turno      | Primo turno | Primo turno |  |  | Ultimo turno | Ultimo turno   | Ultimo turno   | Ultimo turno | Ultimo turno |  |
|  |             |                  |                  |             |             |  |  |              |                |                |              |              |  |
|  | 2/PR        | Daria Saville    | Daria Saville    | 7           | 6           |  |  |              |                |                |              |              |  |
|  | WC          | Noma Noha Akugue | Noma Noha Akugue | 5           | 4           |  |  | 2/PR         | Daria Saville  | Daria Saville  | 6            | 7            |  |
|  | WC          | Sabine Lisicki   | Sabine Lisicki   | 6           | 6           |  |  | WC           | Sabine Lisicki | Sabine Lisicki | 0            | 67           |  |
|  | 7           | Asia Muhammad    | Asia Muhammad    | 4           | 4           |  |  |              |                |                |              |              |  |

### Sezione 3
|  | Primo turno | Primo turno      | Primo turno      | Primo turno | Primo turno |  |  | Ultimo turno | Ultimo turno     | Ultimo turno     | Ultimo turno | Ultimo turno |  |
|  |             |                  |                  |             |             |  |  |              |                  |                  |              |              |  |
|  | 3           | Tamara Korpatsch | Tamara Korpatsch | 6           | 6           |  |  |              |                  |                  |              |              |  |
|  | Alt         | Lena Papadakis   | Lena Papadakis   | 2           | 3           |  |  | 3            | Tamara Korpatsch | Tamara Korpatsch | 7            | 6            |  |
|  |             | Storm Sanders    | Storm Sanders    | 6           | 6           |  |  |              | Storm Sanders    | Storm Sanders    | 67           | 0            |  |
|  | 8           | Nastasja Schunk  | Nastasja Schunk  | 1           | 2           |  |  |              |                  |                  |              |              |  |

### Sezione 4
|  | Primo turno | Primo turno       | Primo turno       | Primo turno | Primo turno |  |  | Ultimo turno | Ultimo turno      | Ultimo turno | Ultimo turno | Ultimo turno |  |
|  |             |                   |                   |             |             |  |  |              |                   |              |              |              |  |
|  | 4           | Kamilla Rachimova | Kamilla Rachimova | 6           | 6           |  |  |              |                   |              |              |              |  |
|  |             | Isabella Šinikova | Isabella Šinikova | 3           | 4           |  |  | 4            | Kamilla Rachimova | 6            | 4            | 4            |  |
|  |             | Ulrikke Eikeri    | Ulrikke Eikeri    | 3           | 4           |  |  | 9            | Alycia Parks      | 2            | 6            | 6            |  |
|  | 9           | Alycia Parks      | Alycia Parks      | 6           | 6           |  |  |              |                   |              |              |              |  |

### Sezione 5
|  | Primo turno | Primo turno         | Primo turno         | Primo turno | Primo turno |  |  | Ultimo turno | Ultimo turno    | Ultimo turno    | Ultimo turno | Ultimo turno |  |
|  |             |                     |                     |             |             |  |  |              |                 |                 |              |              |  |
|  | 5/WC        | Léolia Jeanjean     | Léolia Jeanjean     | 6           | 6           |  |  |              |                 |                 |              |              |  |
|  |             | Natalija Stevanović | Natalija Stevanović | 2           | 4           |  |  | 5/WC         | Léolia Jeanjean | Léolia Jeanjean | 6            | 7            |  |
|  | PR          | Han Xinyun          | Han Xinyun          | 1           | 5           |  |  | 12           | Stefanie Vögele | Stefanie Vögele | 3            | 65           |  |
|  | 12          | Stefanie Vögele     | Stefanie Vögele     | 6           | 7           |  |  |              |                 |                 |              |              |  |

### Sezione 6
|  | Primo turno | Primo turno         | Primo turno | Primo turno | Primo turno |  |  | Ultimo turno | Ultimo turno        | Ultimo turno        | Ultimo turno | Ultimo turno |  |
|  |             |                     |             |             |             |  |  |              |                     |                     |              |              |  |
|  | 6           | Anastasija Gasanova | 4           | 7           | 6           |  |  |              |                     |                     |              |              |  |
|  |             | Eva Lys             | 6           | 6           | 2           |  |  | 6            | Anastasija Gasanova | Anastasija Gasanova | 7            | 6            |  |
|  |             | Ekaterina Makarova  | 6           | 5           | 4           |  |  | 11           | Nigina Abduraimova  | Nigina Abduraimova  | 5            | 2            |  |
|  | 11          | Nigina Abduraimova  | 3           | 7           | 6           |  |  |              |                     |                     |              |              |  |